# Accords de Camp David
Ne doit pas être confondu avec Sommet de Camp David II.
 (novembre 2012).
Si vous disposez d'ouvrages ou d'articles de référence ou si vous connaissez des sites web de qualité traitant du thème abordé ici, merci de compléter l'article en donnant les références utiles à sa vérifiabilité et en les liant à la section « Notes et références ».
Les accords de Camp David sont signés le 17 septembre 1978, par le président égyptien Anouar el-Sadate, et, le Premier ministre israélien Menahem Begin, sous la médiation du président des États-Unis, Jimmy Carter. Ils consistent en deux accords-cadres, qui sont signés à la Maison-Blanche, après 13 jours de négociations secrètes à Camp David, le lieu de villégiature du président des États-Unis.
Ils comprennent des déclarations d'intention, dont le but est d'aboutir à des traités de paix, et, des relations pacifiques, entre les parties prenantes aux différents conflits, qui ont opposé Israël à ses voisins arabes. Le premier accord-cadre, relatif à l’avenir de Gaza, et, de la Cisjordanie, ne sera pas suivi d'effets. Mais le second est suivi de la signature du premier traité de paix, entre Israël et l'Égypte : le traité de paix israélo-égyptien, de 1979, notamment à la suite duquel les Israéliens se retirent du Sinaï. Ces accords entrainent en revanche une hostilité de la Ligue arabe, envers l'Égypte, et cette dernière est donc la seule nation arabe en conflit avec Israël, à signer un traité de paix avec l'État juif.

## Contexte général

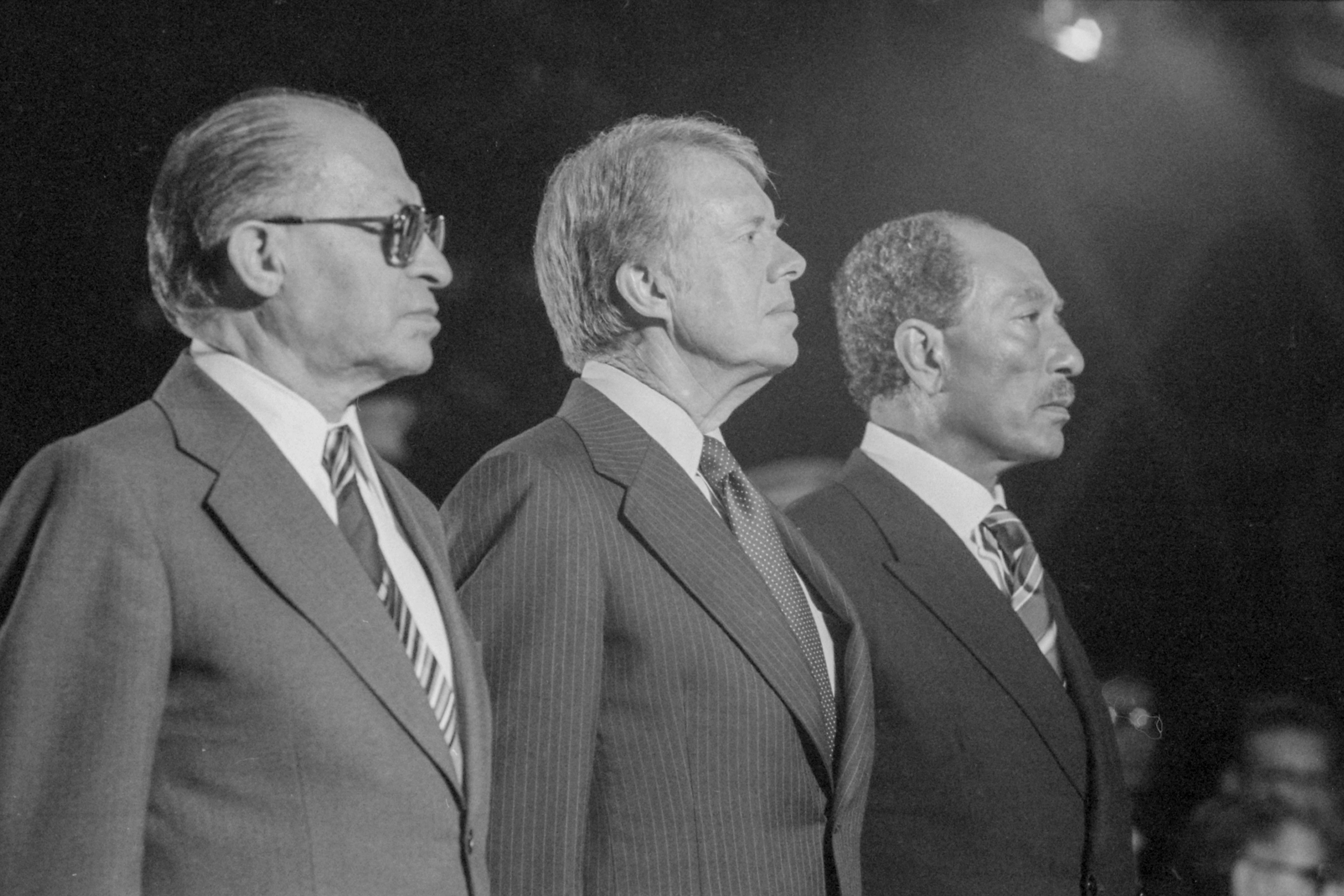
Menahem Begin, Jimmy Carter et Anouar el-Sadate à Camp David.

À sa prise de fonction le 20 janvier 1977, le président Jimmy Carter souhaita relancer le processus de paix au Proche-Orient, qui avait peu évolué à cause de la campagne électorale américaine de 1976. Suivant les conseils de la Brookings Institution, Carter décida d'opter pour une nouvelle approche de discussions multipartites, plutôt que pour l'habituelle tradition diplomatique américaine, d'envoyer des émissaires dans la région, à la façon d'un Henry Kissinger, après la guerre de Kippour de 1973. Ainsi, Carter souhaita inclure une délégation palestinienne dans les négociations, dans l'espoir de trouver une solution définitive, et globale. À la fin de la première année de l'administration Carter, le président avait déjà rencontré Anouar el-Sadate, pour l'Égypte, Hafez el-Assad, pour la Syrie, et, Yitzhak Rabin, pour Israël.
Carter souhaitait partir de la conclusion de la conférence de Genève de 1973 (en) (une conférence pour la paix après la guerre du Kippour en octobre), pour relancer le processus de paix, en demandant à Israël de se retirer de tous les territoires conquis, lors de la guerre des six jours, en 1967, sur chacun des fronts, et notamment, en Cisjordanie, conformément à la résolution 242 des nations unies. La situation politique en Israël changea avec l'élection de Menahem Begin, et d'un gouvernement Likoud (droite israélienne), en mai 1977. Begin semblait plus favorable que les travaillistes, qui s'étaient succédé au pouvoir depuis 1948, pour reprendre les termes de la conférence de Genève. Il n'était pas opposé à l'idée de rendre le Sinaï à l'Égypte, ou, à discuter avec des interlocuteurs palestiniens, mais il préférait (tout comme Sadate) des discussions bilatérales, et il était surtout très ferme, sur son refus de perdre le contrôle de la Cisjordanie.

### Initiative de paix égyptienne
Sadate part du principe, que la conférence de Genève n'a abouti à rien de solide, étant donné les désaccords avec la Syrie. Il ne croit plus en la pression américaine sur Israël[réf. nécessaire], et entreprend secrètement la démarche de rencontrer les Israéliens. En novembre 1977, sans même prévenir les Américains[réf. nécessaire], Sadate annonce qu'il est prêt à se rendre à Jérusalem, pour entreprendre des négociations avec les Israéliens. Il devient ainsi le premier dirigeant d'un pays arabe à rendre une visite officielle à Israël, et se déclare prêt à reconnaitre son existence à l'État juif (Juif : se disait du peuple sémite monothéiste qui vivait en Palestine avant sa déportation par les Romains), et, de conclure la paix avec celui-ci, en échange de l’évacuation de tous les territoires occupés, et de la reconnaissance du droit aux Palestiniens, d’avoir leur propre État. Mais les négociations échouent car les Israéliens refusent de quitter les territoires occupés. 
Les motivations de Sadate étaient sûrement d'ordre économique (l'aide des États-Unis à une économie égyptienne en mauvaise posture). Le Raïs manifestait son intention d'entrer directement en dialogue avec les Israéliens, cassant ainsi le tabou, et, bravant la communauté arabe (c'est pour cette raison, que plusieurs émissaires arabes se sont rendus au Caire, dans l'espoir de le convaincre de revenir sur sa décision)[réf. nécessaire]. 
Or, selon Mohamed Hasnine Haykal, rédacteur en chef du quotidien Al Ahram et proche du cercle du pouvoir, dans son livre La Guerre de 1973, Sadate répétait à qui voulait l'entendre, que « les autres ne veulent pas entrer dans la modernité », ce qu'il interprétait comme signifiant, que les autres États ne voulaient pas s'ouvrir au monde occidental. Ainsi, la distanciation de Sadate vis-à-vis des positions arabes n'était pas motivée par un quelconque encouragement à négocier bilatéralement, ou, à résoudre le problème palestinien, mais plutôt à interpréter, comme ayant pour objectif principal l'acquisition d'une protection musclée, nécessaire à son maintien au pouvoir. Les multiples correspondances entre les États-Unis et Le Caire, suivies des visites de Kissinger, tendent également à montrer qu'il s'agissait plus d'une transaction, que d'une volonté délibérée, tendant à résoudre le problème régional dans sa globalité.
Begin avait, de son côté, tout intérêt à voir favorablement une telle démarche, car cela permettait de traiter bilatéralement, et sur un pied d'égalité, avec le plus puissant des pays arabes[réf. nécessaire].

## Les discussions

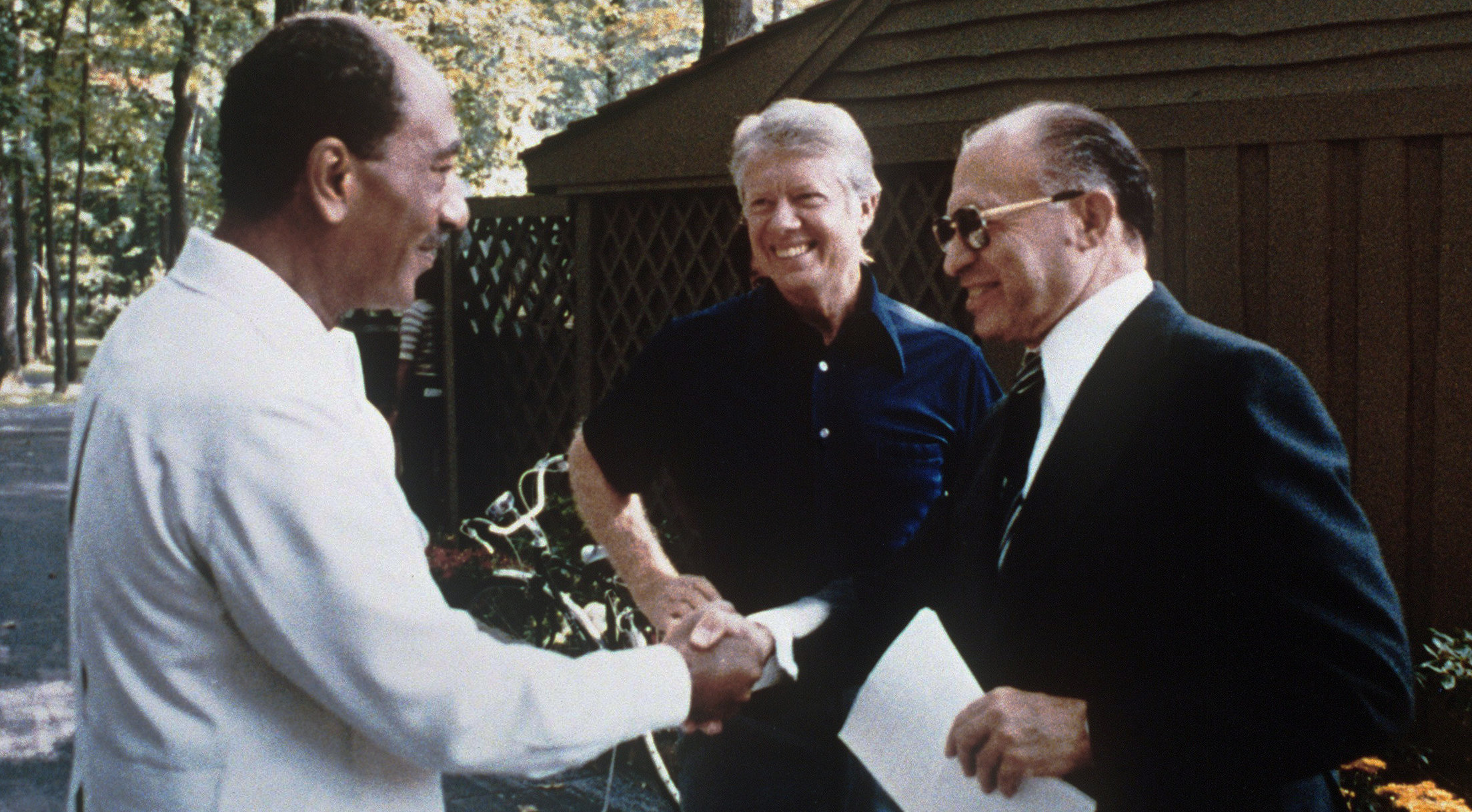
Begin, Sadate et Carter à Camp David.

Les deux dirigeants, invités par Carter, se rendent aux Etats-Unis du 5 au 17 septembre 1978, à Camp David, avec leurs équipes de négociateurs (dont Aharon Barak, futur président de la Cour suprême israélienne), et avec l'idée des concessions, qu'ils étaient prêts à faire. Les discussions sont tendues, mais Carter refuse de laisser partir les négociateurs sans qu'ils soient parvenus à un accord. 
Le premier jour du sommet, Carter reçoit d'abord Sadate. D'emblée et parce qu'il refuse de passer pour un traitre au nom des Arabes, Sadate exige de lier le sort de tous les territoires Arabes occupées, et celui des Palestiniens, à la question du Sinaï. Il réclame aussi le démantèlement de 3 aérodromes Israéliens, et le départ de 2 000 colons juifs, installés dans le Sinaï, pour pouvoir engager un accord de paix, avec Menahem Begin. Soucieux de jouer les arbitres, Carter lui dit de ne s'en tenir qu'au Sinaï, en raison du rejet syrien de la résolution 242, et, de la position irréductible des Israéliens, au sujet de tous les autres territoires Arabes. Ensuite Carter reçoit Begin ; il refuse d'envisager un retrait de Gaza, de Cisjordanie, de Jérusalem-Est, du Golan et de discuter des Palestiniens. De plus, il refuse de démanteler ses aérodromes et ses colonies dans le Sinaï. Carter évite de s'appesantir sur les premiers points, et, lui suggère d'installer des bases Américaines dans le Sinaï, pour répondre aux besoins de sécurité pour Israël.
Le deuxième jour, Sadate réduit ses exigences et abandonne l'idée de récupérer le Golan Syrien et Jérusalem-Est, mais exige de lier Gaza, la Cisjordanie, et l'auto-détermination des Palestiniens, à la question du Sinaï. Sensible à cet effort, Carter tente de faire fléchir Begin sur l'auto-détermination des Palestiniens, et, sur le retrait des colons Israéliens, mais en vain. 
Le troisième jour, Carter s'entretient avec Begin, Moshe Dayan, et Ezer Weizman, et, leur demande fermement d'évacuer leurs colons du Sinaï, et de renoncer à la construction de nouvelles colonies juives en Cisjordanie, et à Gaza, en signe de bonne volonté, mais le Premier Ministre Israélien refuse. Carter l'accuse alors de vouloir garder à jamais le contrôle de la Cisjordanie, et qualifie sa proposition d'autonomie administrative pour les Palestiniens, présentée en Décembre 1977, de subterfuge. En fin de journée, Carter s'entretient seul avec Sadate, et, Begin, mais celui-ci refuse toujours de déloger ses colons du Sinaï, de démanteler ses aérodromes, et oppose son veto catégorique à toute auto-détermination aux Palestiniens, ainsi que de mettre fin à la construction de colonies. Furieux à l'idée de devenir la risée du monde arabe une fois le sommet terminé, Sadate explose de colère et déclare : « qu'il n'y a plus à discussion ». Sadate et Begin ne s'adresseront plus jamais la parole.
L'impasse semble définitive au dixième jour à propos du retrait des implantations israéliennes de la péninsule du Sinaï, et, du statut de la Cisjordanie. Pour sauver les discussions, Carter choisit de défendre la position de Sadate sur le Sinaï, et, la position de Begin sur la Cisjordanie. Les discussions aboutirent finalement aux accords de Camp David.
Les communications égyptiennes lors des négociations de Camp David furent espionnées par les États-Unis.

## Les termes des accords
Les accords de Camp David contiennent deux accords-cadres, qui posent les bases d'un règlement de paix future. Ils se fondent sur la résolution 242, votée à la suite de la guerre des six jours en 1967, et la résolution 348, votée lors de la guerre du Kippour en 1973.

### Cadre pour la paix au Proche-Orient
Le premier accord cadre pour la paix au Proche-Orient invite notamment, en préambule, Israël et ses ennemis à signer entre eux des traités de paix.
Il comporte ensuite trois parties :
- la première partie, qui pose les principes des futures négociations sur le statut de la Cisjordanie, et, de la bande de Gaza, a pour but de déboucher sur une autonomie transitoire, de cinq ans, cette nouvelle entité, dans le respect de la résolution 242 (1967). Elle stipule que les habitants des territoires de Cisjordanie, et, de Gaza auront la liberté de confirmer, ou pas, ce statut négocié. Une solution juste au problème des réfugiés doit également être établie[5]. Cette partie a été jugée moins claire que le second accord, et, fut plus tard interprétée différemment par Israël, l'Égypte, et les États-Unis[réf. nécessaire]. Elle ne sera ainsi jamais appliquée ;

- la deuxième partie était un préambule au second accord, concernant les relations diplomatiques entretenues entre Israël et l'Égypte ;

- la troisième partie déclarait certains principes qui auraient dû s'appliquer aux relations entre Israël et les autres pays arabes. Elle resta lettre morte.

Selon le texte : « les autres parties impliquées dans le conflit israëlo-arabe sont invitées à s'associer à cet Accord-cadre ».

### Cadre pour un traité de paix Israël-Égypte
Le second accord concernait la conclusion d’un traité de paix entre les deux pays dans les six mois suivants. Celui-ci fut signé le 26 mars 1979 à Washington, et permit à l’Égypte de récupérer le Sinaï en 1982, après le retrait complet de l'armée israélienne et le démantèlement de certaines implantations juives, comme à Yamit,. En contrepartie, Israël obtint une normalisation des relations diplomatiques israélo-égyptiennes, et, des garanties sur la liberté de circulation sur les voies d'eau du canal de Suez et du détroit de Tiran. L'accord concernait également les forces militaires, que chacun des pays était disposé à ne plus rassembler près de la frontière. Israël offrit également une garantie de libre passage de l'Égypte vers la Jordanie.
La version anglaise contenait l'expression « will retreat of occupied territories ». Sa traduction en français exigea que fût tranchée une ambigüité : « se retireront de territoires occupés », ou, « des territoires occupés. » Ainsi l'usage du français (obligatoire puisque c'était une des langues de travail de l'ONU) aida-t-il à une meilleure précision des accords.
Les accords et le traité de paix furent accompagnés de lettres de compréhension mutuelle des Américains, des Égyptiens, et des Israéliens.

## Des défauts
La question de Jérusalem n'est pas traitée dans ces accords. Les dirigeants égyptiens et israéliens sont divisés sur la question : Sadate indique que la Jérusalem arabe fait partie de la Cisjordanie, tandis que Begin rappelle qu'Israël a décrété en 1967, que « "Jérusalem" constituait une cité une et indivisible, capitale de l'Etat d'Israël ».
Ces accords-cadres ont connus des difficultés à être mis en œuvre, en partie car ils ne sont que des déclarations d'intention qui n'ont aucun effets concrets s'ils ne débouchent pas sur des traités.

## Conséquences
Menahem Begin et Anouar el-Sadate reçoivent le prix Nobel de la paix en 1978.
La perception que les Arabes avaient de l'Égypte changea après la signature de ces accords. L'Égypte, qui avait porté le leadership parmi les pays arabes à l'époque de Nasser, se retrouva isolée pour n'avoir pas mis davantage en avant les intérêts arabes. Il fut notamment reproché à Sadate de ne pas avoir obtenu de concessions israéliennes, sur la reconnaissance des droits des Palestiniens à l'autodétermination. Sur le plan intérieur, une grande partie des ministres, dont le Premier ministre Mamdouh Salem, présentent leur démission du gouvernement. La haine fut entretenue jusqu'à entraîner l'assassinat de Sadate en 1981. L'Égypte fut également exclue de la Ligue arabe de 1979 à 1989. L'Égypte est donc le seul pays arabe à avoir signé un traité de paix avec Israël, alors que les accords de Camp David avaient pour ambition que tous les pays arabes en conflit avec Israël en signent un.
L'unité arabe contre Israël fut brisée à la suite de ces accords. Saddam Hussein tenta de remplir le vide laissé, par la perte du leadership égyptien, ce qui explique, selon certains observateurs, l'invasion de l'Iran par l'Irak en 1980.
La Force multinationale d'observateurs au Sinaï (en anglais, MFO pour Multinational Force and Observers (« Force multinationale et observateurs ») fut mise en place à partir de 1982, en vue de faire respecter la partie des accords portant sur le Sinaï.
Surtout, les accords de Camp David démontrèrent aux pays arabes qu'il était possible de négocier avec Israël. La conférence de Madrid de 1991, les accords d'Oslo de 1993, et plus tard le sommet de Camp David II en 2000, n'auraient probablement jamais eu lieu sans ce précédent.